# 33 1/3
『33 1/3』（サーティ・スリー・アンド・ワン・サード、原題:Thirty Three & 1/3）は、1976年11月8日に発表されたジョージ・ハリスンのアルバムである。日本国内では同年12月20日にワーナー・パイオニアからリリースされた。アメリカの『ビルボード』誌では、2週連続第11位、1977年度年間ランキング95位。『キャッシュボックス』誌では、最高位15位、1977年度年間ランキング63位を、それぞれ記録した。
アルバムタイトルの「33と3分の1」は、レコードの1分間の回転数であるとともに、ジョージがこのアルバムを制作していた時の年齢でもあった。また、アルバムカバーでは1/ॐ （デーヴァナーガリーのオーム）とデザインされている。

## 収録曲
- 全作詞・作曲：ジョージ・ハリスン（「トゥルー・ラヴ」除く）。

### Side A
1. 僕のために泣かないで - Woman Don't you Cry For Me (3:18)
2. ディア・ワン - Dear One (5:08)
3. ビューティフル・ガール - Beautiful Girl (3:39)
4. ジス・ソング - This Song (4:13)
5. シー・ユアセルフ - See Yourself (2:51)

### Side B
1. イッツ・ホワット・ユー・ヴァリュー - It's What You Value (5:07)
2. トゥルー・ラヴ - True Love (2:45) (Composed by Cole Porter)
3. ピュア・スモーキー - Pure Smokey (3:56)
4. 人生の夜明け - Crackerbox Palace (3:57)
5. 愛のてだて - Learning How To Love You (4:13)

### Additional Track
※2004年にEMI/ダーク・ホースから再発された際に追加されたボーナス・トラック。
- ティアーズ・オブ・ザ・ワールド - Tears Of The World (4:02)
1981年のアルバム『想いは果てなく〜母なるイングランド』で制作された楽曲だが、なぜかこのアルバムにボーナス・トラックとして収録されている。

※2007年にiTunes Store販売版に追加された未発表ボーナス・トラック。
- Learning How To Love You (Early Mix) (4:13)

## 参加ミュージシャン
- ジョージ・ハリスン (George Harrison) - リード・ヴォーカル、ギター、シンセサイザー、パーカッション
- ウィリー・ウィークス (Willie Weeks) - ベース
- アルヴィン・テイラー (Alvin Taylor) - ドラムス
- ゲイリー・ライト (Gary Wright) - キーボード
- リチャード・ティー (Richard Tee) - ピアノ、オルガン、フェンダー・ローズ（エレクトリック・ピアノ）
- ビリー・プレストン (Billy Preston) - ピアノ、オルガン、シンセサイザー（『ビューティフル・ガール』『ジス・ソング』『シー・ユアセルフ』）
- デイヴィッド・フォスター (David Foster) - フェンダー・ローズ（エレクトリック・ピアノ）、クラヴィネット
- トム・スコット (Tom Scott) - サクソフォン、フルート、リリコン（電子吹奏楽器）
- エミル・リチャーズ (Emil Richards) - マリンバ